# Митологическа школа
Митологическата школа е свързана с първото обяснение на редица феномени съпътствали възникването на цивилизациите още от древността, а именно и най-вече древногръцката митология с Омировите Илиада и Одисея, древноримската митология, както Библията и Авестата.